# جان مایکل گریر
جان مایکل گریر (انگلیسی: John Michael Greer؛ زادهٔ ۱۹۶۲ (۶۲–۶۳ سال)) مقاله‌نویس، وبلاگ‌نویس، رهبر مذهبی، نویسنده، روزنامه‌نگار، و رمان‌نویس اهل ایالات متحده آمریکا است.